# Ettore de Sonnaz
Conte Ettore Gerbaix de Sonnaz d'Habères (Thonon, 3 gennaio 1787 – Torino, 7 giugno 1867) è stato un nobile, generale e politico italiano, di origine savoiarda, a capo dell'esercito sardo, protagonista della prima guerra di indipendenza.

## Biografia
Nacque come terzo figlio di Giano Gerbaix de Sonnaz, Maggior Generale della Regia Armata Sarda, e di Cristina di Maréchal Saumon.

## Carriera militare
Militare di carriera, fu nominato luogotenente nel 1813 e capitano nel 1814 (nell'esercito napoleonico). Nell'esercito sabaudo fu creato maggiore (1821), luogotenente colonnello (1828), colonnello (1831), maggiore generale (1834) e luogotenente generale dal 1842 al 1848. Nella prima guerra di indipendenza fu Governatore e comandante generale della Divisione militare di Novara dal 9 febbraio 1848 al 19 agosto 1848.
La prima espressione della sua attitudine militare si ebbe - dopo le Cinque giornate di Milano e la fuga del maresciallo Josef Radetzky in direzione del Quadrilatero - già all'inizio della prima guerra di indipendenza, allorché si dice avesse suggerito un audace piano d'azione in occasione del Consiglio di Guerra del 4 aprile 1848, in totale contrasto con la prudenza che ispirava invece le mosse dello stato maggiore piemontese. La sua idea era cioè di «avanzare lungo il Po, aggirare la fortezza di Mantova, penetrare nel Veneto, collegandosi coi pontifici e facendo di Venezia la propria base di operazioni».
Prevalse invece la tesi assai più cauta (e di fatto dannosa) di far attestare l'esercito piemontese sul medio Mincio per costringere l'esercito austro-ungarico del maresciallo Radetzky a far arretrare la propria retroguardia, ponendo così fine alle espropriazioni che consentivano all'imperial-regio governo di approvvigionare le sue fortezze del Quadrilatero.
A quell'epoca De Sonnaz era comandante del II Corpo d'armata sardo, mentre il I era affidato al generale Eusebio Bava, che a Governolo aveva colto un brillante successo grazie all'intrepida azione di bersaglieri, Genova Cavalleria e artiglieri, che però non aveva saputo impedire alle sue truppe di schierarsi su un fronte di circa 70 chilometri e di dividersi in due tronconi, uno intorno a Mantova e uno presso Verona, raccordati dalla sola cavalleria e dalla 2ª Divisione di riserva.
La sua personalità militare è controversa e non sempre giudicata positivamente dagli storici militari. A suo demerito, ad esempio, va ricordata l'inadatta condotta in occasione del "forzamento" del Mincio da parte austro-ungarica il 23 luglio che De Sonnaz credeva quanto mai improbabile.

## Carriera politica
Senatore dalla I legislatura del Regno di Sardegna.
Fu Ministro della guerra e della marina dal 16 dicembre 1848 al 2 febbraio 1849 e fece parte sia della deputazione per recare al sovrano la risposta al discorso della Corona nel 1849 sia di quella per ricevere a Genova la salma del re Carlo Alberto, sempre nel 1849.
Nominato Commissario straordinario per la Savoia dal 24 febbraio 1849, fu poi membro di svariate commissioni (per l'esame della legge sul reclutamento militare dal 29 dicembre 1853, per l'esame del progetto di legge sul Codice penale militare dal 21 gennaio 1856, per l'esame del progetto di legge per il trasferimento della marina militare da Genova alla Spezia dal 26 maggio 1857, per l'esame del progetto di legge sulle servitù militari dal 7 aprile 1858). Nel 1860 era il comandante operativo durante la battaglia di Mola. Fu anche Inviato straordinario presso l'imperatore di Russia il 24 luglio 1862.

## Incarichi di Governo
Regno di Sardegna post 4 marzo 1848 - Regno d'Italia:
- Ministro della guerra e della marina (16 dicembre 1848-2 febbraio 1849)